# Adhérence, intérieur et frontière d'un convexe
Dans le cas particulier de parties convexes d'un espace vectoriel topologique, les opérateurs topologiques élémentaires d'adhérence ou intérieur préservent la convexité. Sous une réserve technique mineure (qui justifie l'introduction de concepts simples, ceux d'intérieur relatif et de frontière relative, qui sont l'intérieur ou la frontière relativement à l'enveloppe affine du convexe), le remplacement d'un convexe par son adhérence ou son intérieur n'en modifie pas profondément la forme ; en particulier le bord du convexe reste discernable sur les nouveaux convexes ouvert ou fermé qu'on lui a substitués.

## Observation préalable: le cadre de cet article
Pour des raisons qui tiennent surtout à l'absence de vocabulaire usuel pour les espaces affines munis d'une topologie compatible avec leur structure géométrique, les résultats ci-dessous sont énoncés dans le contexte d'un espace vectoriel topologique. Dans les faits, c'est la structure affine de l'espace sous-jacent qui a du sens et tout ce qui est énoncé est valable à l'identique sous l'hypothèse d'un « espace affine topologique » (c'est-à-dire un espace affine dont l'espace vectoriel sous-jacent est muni d'une structure d'espace vectoriel topologique).
En particulier, tout ce qui est écrit est valable dans le cadre des espaces affines de dimension finie. Le lecteur mal à l'aise en topologie générale mais au fait du vocabulaire de base concernant les espaces métriques pourra lire l'article en se restreignant mentalement à un tel cadre, suffisant pour survoler l'essentiel du contenu.
Les espaces sont toujours implicitement réels (il faudrait adapter certaines affirmations relatives aux dimensions dans le cas d'espaces vectoriels complexes).

## Adhérence d'un convexe
Proposition — Dans un espace vectoriel topologique, l'adhérence d'un convexe est convexe.
L'adhérence de {\displaystyle C} est notée {\displaystyle {\overline {C}}} (ou {\displaystyle \operatorname {cl} C}, de l'anglais closure).

## Intérieur et intérieur relatif d'un convexe
Après s'être intéressé à l'adhérence d'un convexe, il est naturel d'examiner son intérieur. Or il apparaît ici une désagréable dissymétrie : alors que le remplacement d'un convexe C par son adhérence conserve une partie significative de l'information sur la forme de celui-ci (ainsi, du moins en dimension finie, l'adhérence n'est qu'exceptionnellement l'espace ambiant E tout entier, en fait dans le seul cas dégénéré où C = E) le remplacement par l'intérieur peut effacer toute information (l'intérieur étant souvent vide).
On a le choix entre deux solutions, plus ou moins adaptées selon le cas, pour contourner cet obstacle : l'une est de se restreindre dans les énoncés à des convexes dont l'enveloppe affine est l'espace ambiant tout entier — mais dans certains contextes, ce n'est guère pratique, par exemple si on veut évoquer les faces d'un polyèdre convexe — ; l'autre est d'introduire un vocable supplémentaire :
Définition — L'intérieur relatif d'un convexe non vide C dans un espace vectoriel topologique E est l'intérieur de C relativement au sous-espace affine engendré par C.
Pour le distinguer de l'intérieur de C dans E, noté {\displaystyle \operatorname {int} C}, l'intérieur relatif de C est noté {\displaystyle \operatorname {ir} C} ou {\displaystyle \operatorname {intr} C} (ou {\displaystyle \operatorname {ri} C}, de l'anglais relative interior).
Par définition de la topologie induite sur {\displaystyle \operatorname {aff} C}, on a donc :
Par exemple, l'intérieur relatif d'un sous-espace affine est ce sous-espace lui-même.
En dimension finie tout au moins, et contrairement à l'intérieur, l'intérieur relatif d'un convexe non vide n'est jamais vide :
Proposition — En dimension finie, l'intérieur relatif d'un convexe C non vide n'est pas vide, et a même enveloppe affine (donc même dimension) que C.
En dimension quelconque, pour {\displaystyle x\in \operatorname {ir} C} on a évidemment : pour tout point {\displaystyle v\neq x} dans {\displaystyle \operatorname {aff} C}, il existe {\displaystyle u\in C} tel que {\displaystyle x\in \left]u,v\right[} (il suffit de choisir {\displaystyle u=x+\varepsilon (x-v)} pour un {\displaystyle \varepsilon >0} assez petit). Fait plus remarquable, la réciproque forte suivante fournit un critère d'intériorité relative : si {\displaystyle \operatorname {ir} C} est non vide — ce qui a lieu sous les hypothèses de la proposition précédente — alors, pour qu'un point {\displaystyle x} de {\displaystyle E} lui appartienne, il suffit que pour tout point {\displaystyle v\neq x} dans {\displaystyle \operatorname {ir} C}, il existe {\displaystyle u\in C} tel que {\displaystyle x\in \left]u,v\right[}. En effet :
Lemme d'intériorité — Soit {\displaystyle C} un convexe d'un espace vectoriel topologique. Alors,
{\displaystyle \forall u\in {\overline {C}}\quad \forall v\in \operatorname {int} C\quad \left]u,v\right]\subset \operatorname {int} C.}
On déduit de ce lemme que (comme pour l'adhérence) on a : 
Corollaire — Dans un espace vectoriel topologique, l'intérieur et l'intérieur relatif d'un convexe sont convexes.
En guise de résumé de cette section, on peut faire un bilan rapide, C désignant un convexe non vide d'un espace affine réel E de dimension finie, on a l'alternative suivante :
- ou bien dimC = dimE, auquel cas intérieur et intérieur relatif sont un même convexe, qui engendre affinement E ;
- ou bien dimC < dimE, auquel cas l'intérieur ordinaire est vide, mais l'intérieur relatif est lui un convexe non vide, qui engendre affinement le même sous-espace affine que C.

## Frontière relative d'un convexe
La frontière d'un convexe est toujours Lebesgue-négligeable (voir « Mesure de Jordan »).
Mais, de même que l'intérieur « ordinaire », elle n'est pas toujours un objet pertinent pour l'étude d'un convexe. Ainsi, pour un terrain rectangulaire vivant dans l'espace à trois dimensions, elle est bien décevante puisque égale à toute l'étendue du territoire.
On utilisera plutôt la frontière relative, définie à partir de l'intérieur relatif :
Définition — La frontière relative d'un convexe non vide dans un espace affine de dimension finie est le complémentaire de son intérieur relatif dans son adhérence.
Le concept est bien plus satisfaisant : dans l'exemple du terrain, il renvoie bien ce qu'évoque le mot « frontière » du langage courant.
On peut faire la remarque suivante, d'intérêt surtout anecdotique dès lors que le théorème de Krein-Milman en fournit une variante nettement plus puissante :
Proposition — Un convexe compact (non vide et non réduit à un point) est l'enveloppe convexe de sa frontière relative (et a fortiori de sa frontière)

## Enchaînement d'opérations successives
On sait que, pour des parties quelconques d'un espace topologique (cf. Théorème « 14 » de Kuratowski), il faut accumuler pas moins de quatre opérateurs pour arriver à des formules justes :
Les choses se stabilisent beaucoup plus vite pour des convexes, comme l'expriment le théorème ci-dessous et son corollaire :
Théorème — Soit C un convexe dans un espace vectoriel topologique. On suppose en outre C d'intérieur non vide. Alors
Corollaire — Pour un convexe non vide C en dimension finie,

## Propriétés
Calcul d'intérieur relatif de convexes — Soient {\displaystyle E}, {\displaystyle E_{1}}, {\displaystyle E_{2}} et {\displaystyle F} des espaces vectoriels de dimension finie et {\displaystyle A:E\to F} une application linéaire.
1. Si {\displaystyle C_{1}} et {\displaystyle C_{2}} sont deux convexes non vides de {\displaystyle E}, alors{\displaystyle \operatorname {ir} {C_{1}}\cap \operatorname {ir} {C_{2}}\neq \varnothing \Rightarrow \operatorname {ir} {\left(C_{1}\cap C_{2}\right)}=\operatorname {ir} {C_{1}}\cap \operatorname {ir} {C_{2}}}.En particulier, {\displaystyle C_{1}\subset C_{2}\Rightarrow \operatorname {ir} {C_{1}}\subset \operatorname {ir} {C_{2}}}.
2. Si {\displaystyle C} est un convexe non vide de {\displaystyle E}, alors{\displaystyle \operatorname {ir} {A(C)}=A(\operatorname {ir} C)}.En particulier, si {\displaystyle C_{1}} et {\displaystyle C_{2}} sont deux convexes non vides de {\displaystyle E}, alors {\displaystyle \operatorname {ir} {(C_{1}+C_{2})}=\operatorname {ir} {C_{1}}+\operatorname {ir} {C_{2}}}.
3. Si {\displaystyle C\subset F} est convexe non vide et si l'image réciproque {\displaystyle A^{-1}(\operatorname {ir} C)\neq \varnothing }, alors{\displaystyle \operatorname {ir} {A^{-1}(C)}=A^{-1}(\operatorname {ir} C)}.